# 新里斯本鎮區 (密蘇里州斯托達德縣)
新里斯本鎮區（英語：New Lisbon Township）是位於美國密蘇里州斯托達德縣的一個行政鎮區。

## 地方資料
新里斯本鎮區的面積為176.24平方千米，當中陸地面積為174.79平方千米，而水域面積為1.45平方千米。根據2020年美國人口普查的數據，當地共有人口896人，而人口密度為每平方千米5.08人。